# Walter Pagel

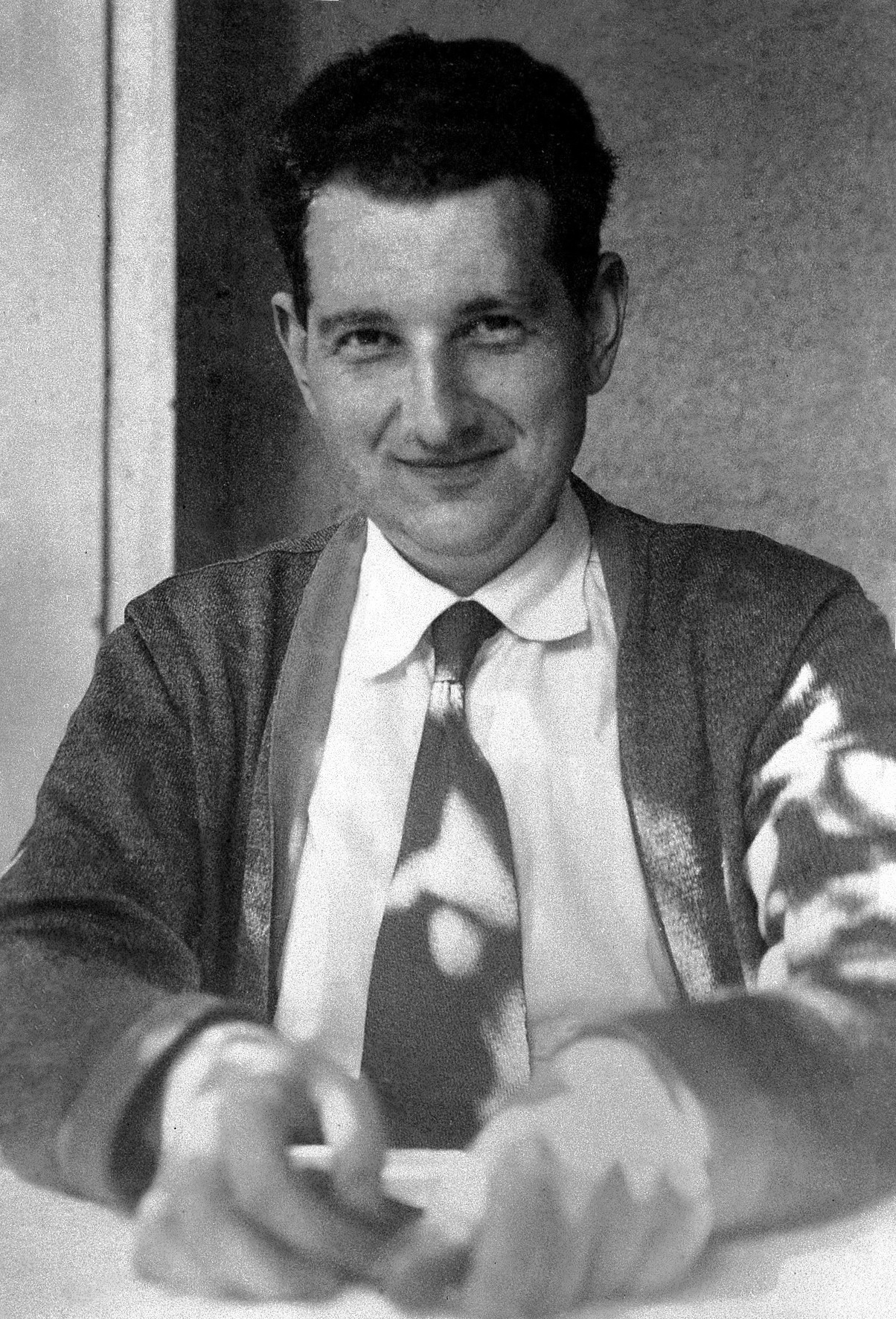
Walter Pagel, ca. 1936

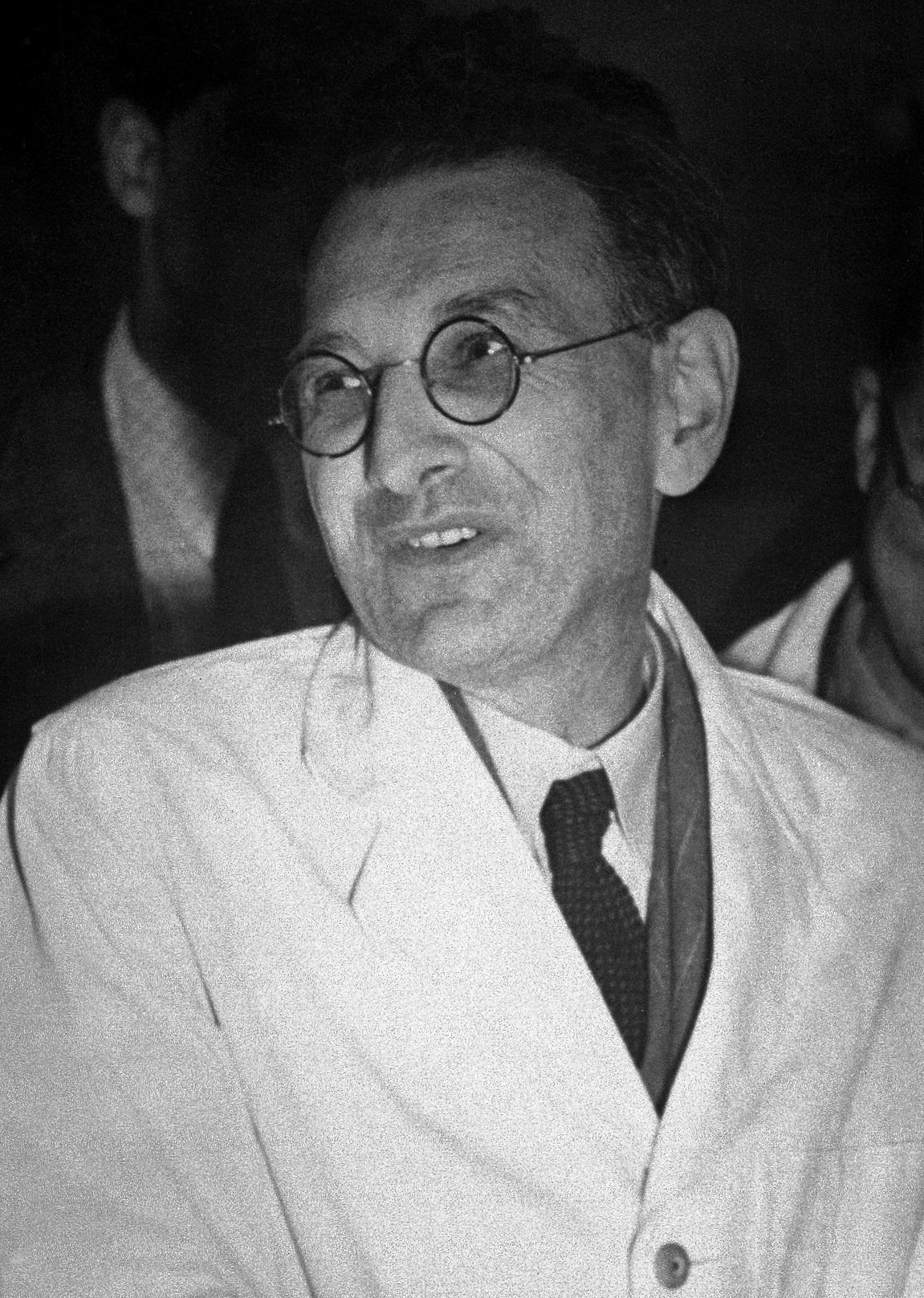
Walter Pagel, ca. 1945

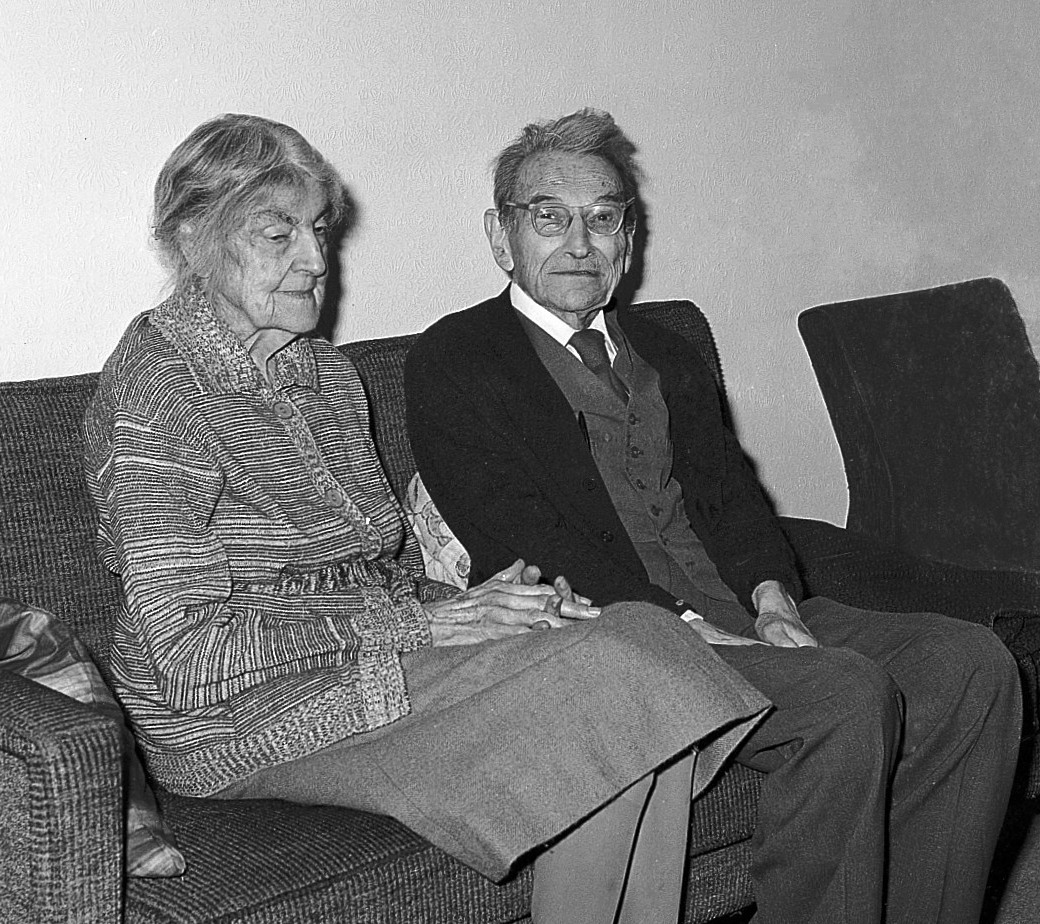
Magda und Walter Pagel, 1978

Walter Pagel (* 12. November 1898 in Berlin; † 25. März 1983 in London) war ein deutsch-britischer Pathologe und Medizinhistoriker, der sich insbesondere mit Paracelsus beschäftigte.

## Leben
Walter Pagel war der Sohn des Medizinhistorikers Julius Pagel. 1920 heiratete er Magda Koll, mit der er bis zu ihrem Tod 1980 zusammenlebte. Die beiden hatten einen Sohn, den Astronomen Bernard Pagel.
Nach dem Abitur am Friedrichs-Gymnasium in Berlin studierte Pagel von 1916 bis 1921 Medizin an der Berliner Universität. Von August 1917 bis November 1918 leistete er Kriegsdienst als Krankenträger. Nach der Approbation und Promovierung 1922 in Berlin war Pagel von 1923 bis 1926 und erneut von 1928 bis 1930 am Tuberkulosekrankenhaus der Stadt Berlin in Sommerfeld (Osthavelland) angestellt. Zwischendurch (von 1926 bis 1928) arbeitete er als Prosektor am Pathologischen Institut der Universität Tübingen. Nach einem kurzen Aufenthalt am Institut für Medizingeschichte in Leipzig ging Pagel 1930 als Assistent nach Heidelberg, wo er sich 1930 für die Fächer Pathologische Anatomie und Geschichte der Medizin habilitierte. 1933 musste Pagel mit seiner Frau und seinem dreijährigen Kind wegen seiner jüdischen Abstammung emigrieren (seine älteren Geschwister Charlotte und Albert Pagel wurden 1942 nach Theresienstadt deportiert, 1943 nach Auschwitz und dort ermordet.) Walter Pagel lebte erst in Paris und später in Cambridge, wo er in der Tuberkulose-Siedlung Papworth arbeitete. Obwohl er hauptberuflich als Pathologe an verschiedenen Londoner Krankenhäusern, 1939 als Leiter der Pathologischen Abteilung am Central Middlesex Hospital, arbeitete, veröffentlichte er zahlreiche Arbeiten zur Medizingeschichte. Pagel starb 1983 in London.
Pagel beschäftigte sich vor allem mit Forschung zur Tuberkulose, der er sich zuwandte, als er selbst daran erkrankte und Patient an der Lungenheilstätte Waldhaus Charlottenburg in Sommerfeld im Havelland war. Dessen Chefarzt Helmuth Ulrici erlaubte ihm während der Genesung experimentelle Arbeiten im Krankenhaus. Später kehrte Pagel auch als Pathologe an das Krankenhaus zurück. 
Als ein vor allem die „Bedeutung von Religion und spekulativem Denken für die wissenschaftliche Medizin“ untersuchender Medizinhistoriker befasste sich Pagel insbesondere mit Paracelsus, Johan Baptista van Helmont (dessen Aufgang zur Artzney-Kunst er neu herausgab) und William Harvey sowie Rudolf Virchow. Mit Pagel setzte ein Paradigmenwechsel in der Paracelsusforschung ein. Pagel beschrieb Paracelsus nicht als einen deutschen Monolithen, sondern als eine europäische Mischperson, die zeitgenössische Impulse der Renaissance aufnahm und sich mit Neuplatonismus und Gnosis auseinandersetzte. Pagel zeigte zudem auf, dass Paracelsus auch Elemente der jüdischen Kabbala, also der jüdischen Mystik, in seine Lehre aufgenommen hatte.
Die Medizinische Fakultät der Universität Heidelberg verlieh Pagel 1966 die Ehrendoktorwürde. 1970 wurde er mit der George-Sarton-Medaille ausgezeichnet, dem höchst renommierten Preis für Wissenschaftsgeschichte der von George Sarton und Lawrence Joseph Henderson gegründeten History of Science Society (HSS). 1969 erhielt er den Dexter Award für seine Beiträge zur Medizingeschichte. 1976 wurde er zum Ehrenmitglied der British Academy gewählt. Für seine Tuberkuloseforschung erhielt er 1982 die Robert-Koch-Medaille.

## Schriften

### Medizingeschichte
- Johann Baptist van Helmont. Einführung in die philosophische Medizin des Barock. Springer, Berlin 1930.
- Virchow und die Grundlagen der Medizin des 19. Jahrhunderts. Jena 1931 (= Jenaer medizinhistorische Beiträge. Band 14).
- als Hrsg. mit Joseph Needham: Background to Modern Science: ten lectures at Cambridge arranged by the history of Science Committee 1936. Cambridge University Press, Cambridge 1938 (Vorlesungen unter anderem von Arthur Eddington)
- The religious and philosophical aspects of van Helmont’s science and medicine. The Johns Hopkins Press, Baltimore 1944 (= Bulletin of the History of Medicine. Ergänzungsband 1943/1944, Supplement 2, S. 1–44).
- The Reaction to Aristotle in Seventeenth-Century Biological Thought. In: E. A. Underwood (Hrsg.): Science, Medicine and History: Essays […] in Honor of Charles Singer. London 1953, Band 1, S. 489–509.
- Paracelsus. An Introduction to Philosophical Medicine in the Era of the Renaissance. Karger, Basel/ New York 1958; 2. Auflage, Basel/München/Paris/London/New York/Tokio/Sydney 1982.
  - deutsche Übersetzung: Das medizinische Weltbild des Paracelsus. Seine Zusammenhänge mit Neuplatonismus und Gnosis. Steiner, Wiesbaden 1962 (= Kosmosophie. Band 1).
- Paracelsus and Techellus the Jew. In: Bulletin of the Historiy of Medicine. Band 34, 1960, S. 274–277.
- mit Marianne Winder: Gnostisches bei Paracelsus und Konrad von Megenberg. In: Gundolf Keil, Rainder Rudolf, Wolfram Schmitt, Hans J. Vermeer (Hrsg.): Fachliteratur des Mittelalters. Festschrift Gerhard Eis. Stuttgart 1968, S. 359–371.
- William Harvey’s biological ideas. Selected aspects and historical background. Karger, Basel/ New York 1967.
- William Harvey revisited. In: History of Science. Band 8, 1969, S. 1–31, und Band 9, 1970, S. 1–41.
- Paracelsus, van Helmont, Virchow und die Wandlungen im ontologischen Krankheitsbegriff. In: Virchows Archiv für pathologische Anatomie. Band 363, 1974, S. 183–211.
- New light on William Harvey. Karger, 1976.
- Paracelsus als „Naturmystiker“. In: Antoine Faivre, Rolf Christian Zimmermann (Hrsg.): Epochen der Naturmystik. Hermetische Tradition im wissenschaftlichen Fortschritt. Erich Schmidt, Berlin 1979, S. 52–104.
- Johannes Baptista van Helmont als Naturmystiker. In: Antoine Faivre, Rolf Christian Zimmermann (Hrsg.): Epochen der Naturmystik. Hermetische Tradition im wissenschaftlichen Fortschritt. Erich Schmidt, Berlin 1979, S. 169–211.
- Joan Baptista van Helmont. Reformer of Science and Medicine. Cambridge University Press, Cambridge 1982.
- The Smiling Spleen. Paracelsiansm in Storm and Stress. Basel 1984.
- Religion and Neoplatonism in Renaissance medicine. Hrsg. von Marianne Winder. London 1985.
- From Paracelsus to Van Helmont: studies in Renaissance medicine and science. Hrsg. von Marianne Winder. London 1986.

### Medizin
- mit Wilhelm Roloff: Zur Virulenz der Tuberkelbazillen bei der Lungentuberkulose. In: Beiträge zur Klinik der Tuberkulose. Band 72 (1929), S. 685 ff.
- Die allgemeinen pathomorphologischen Grundlagen der Tuberkulose. Berlin, Springer Verlag 1927.